# Pusty Asawiec
Pusty Asawiec (biał. Пусты Асавец; ros. Пустый Осовец, pol. hist. Pusty Osowiec) – wieś na Białorusi, w obwodzie mohylewskim, w rejonie mohylewskim, w sielsowiecie Machawa.
W XIX w. wieś i majątek ziemski należący do Kamionków. Do 1917 położony był w Rosji, w guberni mohylewskiej, w powiecie bychowskim. Następnie w granicach Związku Sowieckiego. Od 1991 w niepodległej Białorusi.